# Alexander Bonsaksen
Alexander Bonsaksen (født 24. januar 1987 i Oslo) er en norsk professionel ishockeyspiller. I sæsonen 2014/2015 er han tilbage i Vålerenga Ishockey efter flere sæsoner i Rögle BK i den svenske eliteserie. Han vendte tilbage til Vålerenga fra Rögle, efter at holdet blev forvist til Allsvenskan sæsonen 2012/2014. Han har også spillet for MoDo Hockey i Svensk Eliteserien. Bonsaksen er fra Ulven i Oslo og voksede op i Vålerenga Hockey sammen med Mats Zuccarello Aasen. Han fik sin professionelle debut i GET-ligaen i sæsonen 2005-06. Han spillede for Vålerenga indtil 2009.
Bonsaksen blev ført ud til Norges herrelandshold i ishockey i Vinter-OL 2010. Han har tidligere repræsenteret Norge i U-18 VM i 2005, Junior-VM i 2006 og 2007 og VM i ishockey i 2008 og 2009.
Bonsaksen er samboer med Silje Norendal.